# Сафаров, Альберт Талгатович
Альбе́рт Талга́тович Сафа́ров (5 мая 1958, Уфа) — советский биатлонист, советский российский тренер по биатлону, российский деятель и функционер в биатлоне. Один из родоначальников Ишимбайской биатлонной школы. Экс-председатель КС Федерации биатлона Республики Башкортостан.
Заслуженный тренер России (2000), мастер спорта СССР (1979) и судья международной категории (2003) по биатлону. Заслуженный работник физической культуры Республики Башкортостан (1999).

## Образование
Окончил Челябинский институт физической культуры (1987). 

## Карьера спортсмена
Воспитанник спортивного клуба им. Н.Ф.Гастелло (Уфа), ученик Памира Камалетдиновича Ямалеева (1942—1999).
Чемпион ДОСААФ СССР (1981—84), серебряный и бронзовый призёр первенства СССР (1979), бронзовый призёр Спартакиады народов РСФСР (1981), победитель международных соревнований в Чехословакии (2-кратный, 1983) и Польше (1984).
Мастер спорта СССР (1979).

## Карьера тренера
С 1984 тренер-преподаватель Республиканской СДЮШОР по биатлону, одновременно в 1999—2002 председатель комитета по физической культуре, спорту и туризму г. Ишимбая и Ишимбайского района.
Среди воспитанников МСМКСафарова Е.В., свыше 20 мастеров спорта СССР и России.
Заслуженный тренер России по биатлону (2000). Лучший тренер Республики Башкортостан[уточнить]. Награждён памятной медалью «XXII Олимпийские зимние игры и XI Паралимпийские зимние игры 2014 года в г. Сочи».
С середины 2010-х годов живет и работает в Алдане (Якутия) тренером РСДЮШОР по лыжному спорту, старшим тренером сборной Якутии по биатлону.